# Хайнрих III фон Шверин
Хайнрих III фон Шверин (на немски: Heinrich III von Schwerin; † 1344) е граф на Шверин (1307 – 1344) и на Бойценбург-Цирвиц-Нойщат-Марниц (1298 – 1344).
Той е син на граф Хелмолд III фон Шверин († сл. 1297) и втората му съпруга принцеса Маргарета фон Шлезвиг († 1313), дъщеря на херцог Ерих I фон Шлезвиг († 1272) и Маргарета фон Рюген († 1272). Внук е на граф Гунцелин III фон Шверин († 1274).
Полусестра му София фон Шверин († 1353) е омъжена 1283 г. за бургграф Бурхард IV фон Мансфелд-Кверфурт († 1331).

## Фамилия
Хайнрих III фон Шверин се жени 1316 г. за графиня Елизабет фон Холщайн-Шаумбург († сл. 1332), дъщеря на граф Адолф VI фон Холщайн-Шаумбург († 1315) и Хелена фон Саксония-Лауенбург († сл. 1332). Те нямат деца.
След смъртта му през 1344 г. е наследен като граф от братовчед му Николаус II, който образува графството Шверин-Витенбург.